# Дашарна
Даша́рна (санскр. दशार्ण, IAST: Daśārṇa) — древнеиндийская джанапада (племенная территория), располагавшаяся в регионе Малва в междуречье рек Дхасан и Бетва. Название произошло от древнего имени реки Дхасан. Дашарна была также известна под названием Акара — именно этим именем Рудрадаман I в надписи на скале Джунагарх называет этот регион. Калидаса в своей поэме «Мегхадута» (Пурвамегха, 24-25) упоминает город Видиша как столицу Дашарны. Другими крупными городами Дашарны были Эракина и Эрикачха. Согласно «Махабхарате», супруга правителя Чеди Вирабаху и супруга царя Видарбхи Бхимы (которая также была матерью Дамаянти) были дочерьми царя Дашарны.
В надписи на кирпиче, найденном в городе Эрич, говорится о царе Дашарны Ашадхамитре, сыне Муламитры, внуке Адитамитры и правнуке Шатаники. Недавно также была обнаружена монета периода правления Ашадхамитры.